# Cheam
Cheam – dzielnica Londynu, w Wielkim Londynie, leżąca w gminie Sutton. Leży 19,5 km od centrum Londynu. W 2011 roku dzielnica liczyła 10 285 mieszkańców. Cheam jest wspomniana w Domesday Book (1086) jako Ceiham.